# The Affair
The Affair är en amerikansk drama-TV-serie som började visas på Showtime den 12 oktober 2014 och som avslutades den 3 november 2019. Serien är skapad av Sarah Treem och Hagai Levi, och medverkande skådespelare är bland andra Dominic West och Ruth Wilson.
Vid Golden Globe-galan 2015 utsågs The Affair till Bästa dramaserie.

## Handling
Noah Solloway är lärare och författare och reser i seriens inledning med sin fru Helen och fyra barn från hemmet i Brooklyn till Long Island för att stanna där under sommaren hos barnens morföräldrar. Väl framme träffar han Alison Lockhart som jobbar som servitris på den lokala restaurangen. Hon är gift med Cole Lockhart och de tillhör semesterorten Montauks lokalbefolkning. De sörjer bortgången av sin son två år tidigare. 
Noah och Alison inleder en relation, och varje avsnitt berättas till en början ur deras två respektive perspektiv. I seriens andra säsong visas händelserna ur fler personer ögon, exempelvis Coles och Helens.

## Rollista (i urval)
- Dominic West - Noah Solloway
- Ruth Wilson - Alison Lockhart
- Maura Tierney - Helen Solloway
- Joshua Jackson - Cole Lockhart
- Julia Goldani Telles - Whitney Solloway
- Jake Siciliano - Martin Solloway
- Jadon Sand - Trevor Solloway
- Leya Catlett - Stacey Solloway
- Anna Paquin - Joanie Lockhart